# Marquesado de Blondel del Estanque
El Marquesado de Blondel del Estanque es un título nobiliario español creado el 12 de noviembre de 1789 por el rey Carlos IV a favor de Luis Blondel de Druhot y Dávalos, Gobernador de Lérida, propietario del señorío de Estanque de Bellcaire, en la actual provincia de Gerona.
Su denominación hace referencia a la localidad de Estanque de Bellcaire en el Ampurdán (Gerona).

## Marqueses de Blondel del Estanque

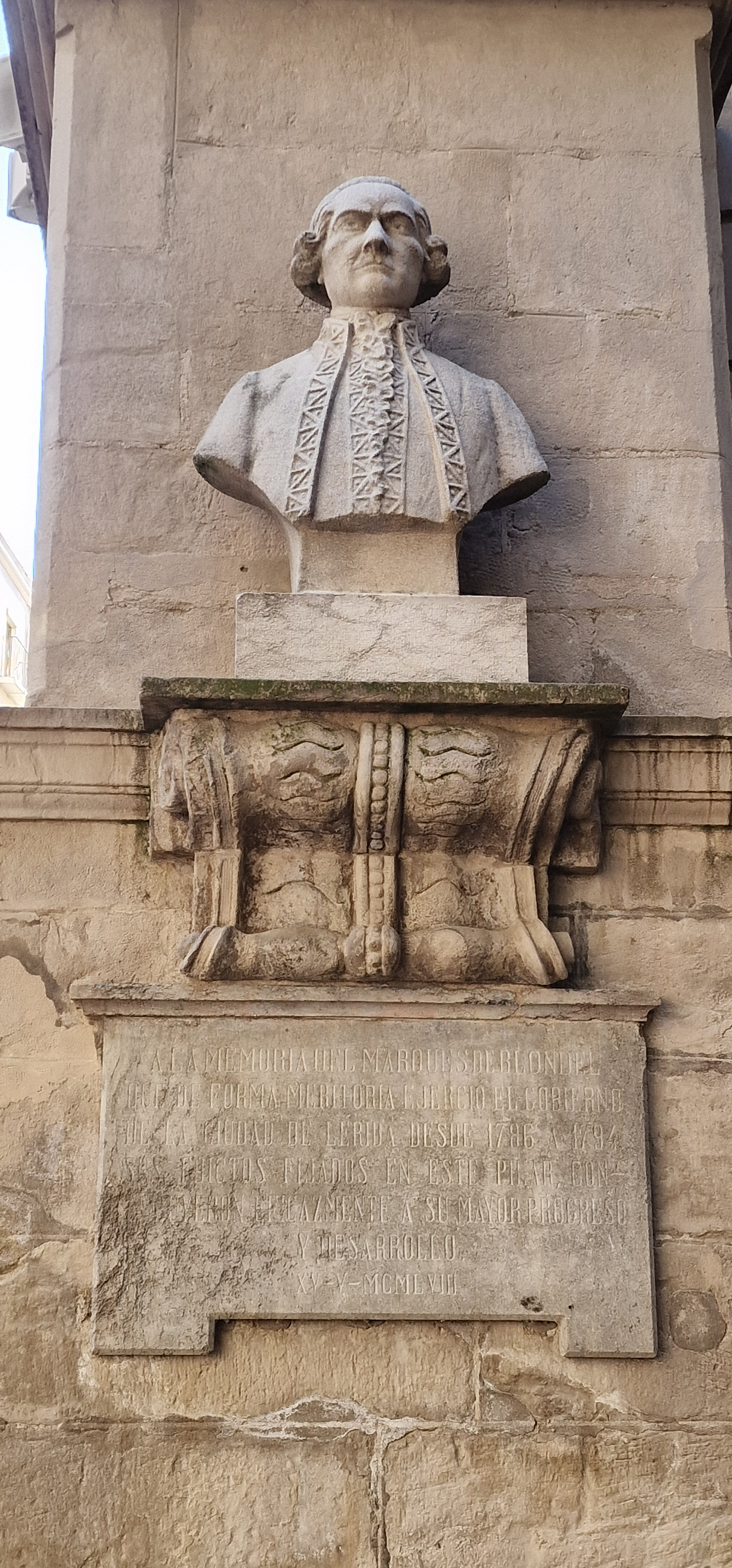
Busto al Marqués de Blondel en la plaza de San Juan de Lérida, en agradecimiento por su participación el desarrollo de la ciudad.

|                                 | Titular                          | Periodo                |
| Creación por Carlos IV          | Creación por Carlos IV           | Creación por Carlos IV |
| ------------------------------- | -------------------------------- | ---------------------- |
| I                               | Luis Blondel de Druhot y Dávalos | 1789-1797              |
| Rehabilitación por Alfonso XIII |                                  |                        |
| II                              | Luis José de Miquel y Bassols    | 1915-1923              |

## Historia de los Marqueses de Blondel del Estanque
- Luis Blondel de Druhot y Dávalos (1728-1797), I marqués de Blondel del Estanque.[2]

1. Casó con María Francisca Wyts de la Boucharderi y de Valenciá.

-El primer marqués no tuvo sucesores de ninguno de sus hijos varones, solamente de su hija María Genoveva de Blondel y Wyts que casó con Juan de Miquel y Vilaplana, barón de Púbol, cuyos sucesores se intitularon barones de Púbol y barones del Castillo de Púbol, pero nunca usaron el título de marqueses de Blondel del Estanque, por lo que este título quedó vacante.
Rehabilitado en 1915 por:
- Luis José de Miquel y Bassols, II marqués de Blondel del Estanque. General de Brigada.

-El título fue declarado "caducado" el 17 de mayo de 1923 por falta de pago de los impuestos correspondientes.
-Nunca se volvió a rehabilitar el título por lo que actualmente no está en vigor. Está definitivamente caducado y es simplemente un título histórico.